# Буртасова Євгенія Олександрівна
Євгенія Олександрівна, у шлюбі Буртасова (9 липня 1993 , Гур'євськ, Кемеровська область ) - російська біатлоністка, дворазова чемпіонка Європи, дворазова чемпіонка зимової Універсіади 2015 року.

## Життєпис
Народилася 9 липня 1993 року в місті Гур'євськ Кемеровської області. У 8 років почала займатися лижними перегонами (перший тренер - Андрій Тропін). 2011 року перейшла в біатлон. По закінченні школи переїхала до Новосибірська, тренувалася під керівництвом Сергія Басова.

## Кар'єра
Учасниця двох чемпіонатів світу серед юніорів.
2012 року взяла участь у чемпіонаті світу серед юніорів у Контіолахті, де разом із Ганною Костромкіною та Катериною Муралєєвою посіла 4-те місце.
На чемпіонаті 2014 року здобула золоту медаль у спринті та срібну в естафеті. Учасниця чемпіонату світу з літнього біатлону 2014 року: 4-те місце в перегонах переслідування та 13-те у спринті.
Чемпіонка зимової Універсіади 2015 року в перегонах переслідування та змішаній естафеті, а ще срібна призерка в спринті.
На етапі Кубка IBU 2018 в Уваті посіла 1-ше місце в спринті й 3-тє - в індивідуальних перегонах.

### Кубок світу

#### Сезон 2018-2019
У Кубку світу дебютувала 6 грудня 2018 року в індивідуальних перегонах на етапі в Поклюці, де посіла 31-ше місце, припустившись двох промахів. Вже в других своїх перегонах 8 грудня посіла 8-ме місце у спринті, відстрілявши без промахів і ставши найкращою серед росіянок. Наступного дня у перегонах переслідування знову не припустилась промахів, але через не найвищу швидкість на лижні посіла лише 10-те місце.
13 січня 2019 року на етапі Кубка світу в Обергофі перемогла у складі збірної Росії в естафеті (разом з Маргаритою Васильєвою, Ларисою Кукліною та Катериною Юрловою-Перхт).
У березні 2019 року дебютувала на чемпіонаті світу в Естерсунді. У перших перегонах чемпіонату стала 4-ю у змішаній естафеті в складі збірної Росії (разом з Катериною Юрловою-Перхт, Дмитром Малишком та Олександром Логіновим). У спринті посіла 24-те місце (0 промахів), а в перегонах переслідування здійнялась на 9-те, ставши найкращою серед росіянок (один промах).
За підсумками сезону 2018-2019 Міжнародна спілка біатлоністів назвала Павлову найкращим новачком року.

#### Сезон 2020-2021
У сезоні 2019-2020 не виступала в Кубку світу в особистих перегонах. Повернулася до збірної Росії у сезоні 2020-2021. У перших перегонах 2021 року – спринті Обергофа – посіла 6-те місце, вперше потрапивши у квіткову церемонію.

## Особисте життя
У квітні 2021 року одружилася з біатлоністом Максимом Буртасовим і взяла його прізвище.

## Результати за кар'єру
Усі результати наведено за даними Міжнародного союзу біатлоністів.

### Чемпіонати світу
| Змагання       | Інд. перегони | Спринт | Перегони пер. | Мас-старт | Естафета | Змішана ес. | Од. змішана ес. |
| -------------- | ------------- | ------ | ------------- | --------- | -------- | ----------- | --------------- |
| Естерсунд 2019 | —             | 24     | 9             | 18        | 5        | 4           | 6               |
| Поклюка 2021   | —             | 51     | 40            | —         | 11       | —           | 11              |

### Кубки світу
- Найвище місце в загальному заліку: 34-те 2019 року.
- Найвище місце в окремих перегонах: 6-те
- 2 п'єдестали в естафетах: 2 перемоги

Станом на 24 січня 2021 року

#### Підсумкові місця в Кубку світу за роками
| Сезон     | Інд. перегони | Інд. перегони | Спринт | Спринт | Перегони пер. | Перегони пер. | Мас-старт | Мас-старт | Заг. залік | Заг. залік |
| Сезон     | Бали          | Місце         | Бали   | Місце  | Бали          | Місце         | Бали      | Місце     | Бали       | Місце      |
| --------- | ------------- | ------------- | ------ | ------ | ------------- | ------------- | --------- | --------- | ---------- | ---------- |
| 2018-2019 | 10            | 57            | 79     | 36     | 114           | 26            | 29        | 33        | 232        | 34         |
| 2020-2021 | 46            | 22            | 67     | 45     | 65            | 37            | 30        | 33        | 208        | 35         |

### Чемпіонати Європи
| Змагання    | Інд. перегони | Суперспринт | Спринт | Перегони пер. | Змішана ес. | Од. змішана ес. |
| ----------- | ------------- | ----------- | ------ | ------------- | ----------- | --------------- |
| Мінськ 2019 | 33            | Не пров.    | 18     | 6             | —           | 1               |
| Мінськ 2020 | Не пров.      | 1           | —      | —             | —           | 6               |